# Isotta Fraschini Zeta

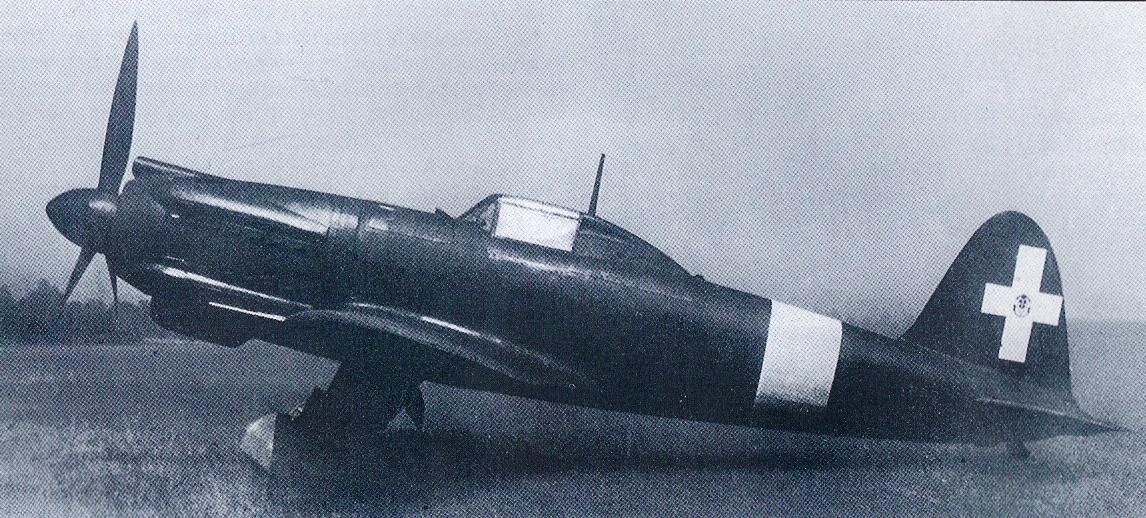
Il motore montato sul caccia F.6Z

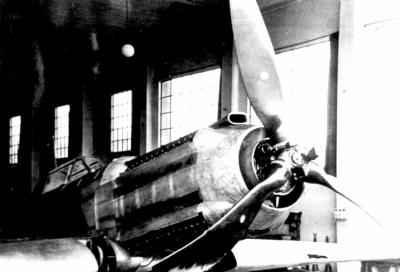
Particolare del motore installato

L'Isotta Fraschini Zeta era un motore aeronautico a 24 cilindri a X di 90°, raffreddato ad aria, prodotto dall'azienda italiana Isotta-Fraschini nella prima metà degli anni quaranta del XX secolo. Fu sviluppato per equipaggiare, in alternativa al propulsore tedesco Daimler-Benz DB 605 i velivoli da caccia di nuova generazione allora in fase di sviluppo presso l'industria nazionale.

## Storia del progetto
Nel 1939 l'ufficio progettazione della Isotta Fraschini decise di effettuare un tentativo per produrre un motore in linea nazionale di grande potenza, con cui fare concorrenza ai propulsori di produzione estera come il Rolls Royce Merlin e Daimler Benz DB 601. Anche la FIAT tentò di sviluppare alcuni propulsori, dando vita ai progetti A.40 RC 20-40 da 2 100 CV e al finale A.44 RC 15-45 che doveva erogare ben 2 800 CV. Ricorrendo all'accoppiamento di due tradizionali Isotta Fraschini Gamma RC.15 da 540 CV, l'ufficio progettazione diede vita ad un propulsore a 24 cilindri a X, raffreddato ad aria, che sulla carta doveva erogare 1 255 CV. Il nuovo motore ricevette la designazione di I.F. Zeta RC.35, e fu preso in considerazione per la rimotorizzazione del nuovo caccia Caproni Vizzola F.6, derivato dal precedente F.4.

## Tecnica
Il motore Zeta disponeva di 24 cilindri disposti a X di 90°, raffreddati ad aria, che nella versione Zeta R.C. 35 erogava la potenza massima di 1 150 CV a 2 700 g/min. I cilindri erano disposti su quattro bancate di sei.

## Impiego operativo
La ditta Caproni proprietaria, oltre che degli Stabilimenti di Vizzola Ticino, anche della Isotta Fraschini, decise di utilizzare il nuovo motore per rimotorizzare il nuovo caccia F.6, dando vita alla versione F.6Z o F.6MZ. Con l'utilizzo del motore I.F. Zeta R.C. 35 si sperava di ottenere una velocità massima di ben 630 km/h. Il primo prototipo dell'F.6MZ (M.M. 498) fu completato nel luglio 1943 e volò per la prima volta a Vizzola Ticino il 14 agosto dello stesso anno nelle mani del collaudatore Antonio Moda. Purtroppo il nuovo propulsore manifestò subito problemi di surriscaldamento che non furono mai risolti, e l'attività di volo del prototipo si limitò ad alcuni sorvoli dell'aeroporto, prima di esservi temporaneamente accantonato. Gli inconvenienti segnalati avrebbero potuto essere superati, ma l'armistizio  dell'8 settembre 1943 bloccò l'attività sperimentale. Le maestranze della ditta provvidero allo smontaggio del velivolo ed al suo occultamento per evitarne la requisizione da parte dei tedeschi.

### L'installazione sul Re.2004
Per sfuggire alle calibrate consegne di motori tedeschi Daimler-Benz DB 605 e del suo omologo costruito su licenza Fiat 1050 RC.58I, destinati al caccia Reggiane Re.2005 Sagittario, nell'ottobre 1941 la Regia Aeronautica chiese alle Officine Meccaniche Reggiane di svilupparne una versione dotata del motore I.F. Zeta R.C.24/60 da 1 250 CV, designata Re.2004. Lo sviluppo della versione Zeta R.C.24/60 era stata inizialmente avviata dalla ditta per ovviare al manifestarsi di un problema di ristabilimento della potenza in quota, un fattore molto comune nei propulsori italiani dell'epoca. Il Ministero dell'aeronautica approvò subito il nuovo progetto, e mentre alla Isotta Fraschini si proseguiva alla messa a punto del motore, presso le Officine Reggiane giunse un simulacro del propulsore (in realtà si trattava di un gruppo motore reale, incompleto per quanto concerneva i particolari interni), che fu provato nella galleria del vento. Al termine delle prove tale simulacro fu installato in posizione centrale su un bombardiere Savoia-Marchetti S.79 Sparviero, per effettuare ulteriori test di compatibilità aerodinamica, in particolare per iniziare a studiarne le cappottature, gli scarichi e le prese d'aria. La configurazione di questi differiva comunque da quella già utilizzata per il F.6Z. Il motore non riuscì mai ad essere omologato per i ritardi nello sviluppo, dovuti essenzialmente alle difficoltà di raffreddamento. Alla data dell'armistizio, l'8 settembre 1943 nessun motore Zeta R.C.24/60 completo era giunto alle Officine Reggiane per essere installato sui due prototipi del caccia ordinati. Per l'installazione sul Re.2004, su espressa richiesta del generale Rino Corso Fougier, venne preso in considerazione anche il motore Reggiane RE 103 a 18 cilindri a M, o W invertito, erogante 1 700 CV, sviluppato in proprio dall'Ufficio Tecnico Motori della ditta.

### Altre utilizzazioni previste
Oltre ai due velivoli precedentemente citati il motore I.F. Zeta venne preso in considerazione per equipaggiare il bimotore da combattimento Caproni Ca.331B Raffica, il caccia leggero SAI Ambrosini 403 e per rivitalizzare il progetto del bombardiere pesante quadrimotore SAI Ambrosini 404, ma nessuno di questi velivoli fu mai equipaggiato con tale propulsore. Nessuno degli esemplari del motore I.F. Zeta costruiti sopravvisse alla seconda guerra mondiale.

### Il programma Sigma
Seguendo l'esempio del motore Zeta l'ufficio tecnico della ditta decise di sviluppare un nuovo propulsore ancora più potente, accoppiando, con la stessa soluzione costruttiva, due motori I.F. Delta RC.35-I. da 730 CV ciascuno. Nacque così il programma I.F. Sigma RC 20-50, un 24 cilindri a X, raffreddato ad aria, erogante sulla carta ben 1 600 CV. Tale propulsore rimase solamente allo stadio di progetto.

## Versioni
- Zeta RC.35: primo progetto erogante 1 150 CV.
- Zeta RC.40: rimasta allo stadio di progetto.
- Zeta RC.22/50: rimasta allo stadio di progetto.
- Zeta R.C.42: versione erogante 1 255 CV destinata al Caproni Ca.331B Raffica, rimasta allo stadio di progetto.
- Zeta R.C.45: motore a 24 cilindri ad X, destinato al caccia Caproni-Vizzola F6Z.
- Zeta R.C.50 SD: versione dotata di compressore Isotta Fraschini, rimasta allo stadio di progetto.
- Zeta R.C.21/60: versione destinata al caccia SAI-Ambrosini 403, rimasta allo stadio di progetto.
- Zeta R.C.25/60: versione dotata di doppio compressore Wright, destinata al caccia Reggiane Re.2004 e allo studio del Caproni-Vizzola FZ-6. Erogava la potenza di 1 250 CV (919 kW).[1]
- Zeta RC.15/45: rimasto allo stadio di progetto.

### Versioni del Sigma
- Sigma RC.20-50:versione erogante 1 600 CV, rimasta allo stadio di progetto.[2]
- Sigma RC.18/36: sperimentale con doppio rapporto compressione, rimasta allo stadio di progetto.

### Annotazioni
1. ↑  Secondo alcune fonti la commessa riguardava due esemplari, uno in versione caccia ed uno in versione silurante, con il secondo velivolo ordinato nel luglio 1943.
2. ↑  Succeduto al designato Francesco Agello deceduto in un incidente di volo a Bresso il 24 agosto 1942.
3. ↑  Oltre ai due prototipi erano stati ordinati anche 4 esemplari di preserie, e uno della variante Re.2004bis, ma nessuno di essi volò mai.
4. ↑  Nella versione Isotta Fraschini Zeta RC.42 da 1 250 CV.
5. ↑  Nella versione Isotta Fraschini Zeta R.C. 21/60.
6. ↑  Versione I.F. Zeta R.C. 50 SD da 1 400 hp.

### Fonti
1. 1 2 3 4 5  Gunston 2006, p. 107.
2. 1 2 3 4 5 6 7 8 9 10  Cernuschi 2003, p. 41.
3. 1 2 3 4 5 6 7 8 9  Brotzu, Caso, Cosolo 1971, p. 30.
4. ↑  Brotzu, Caso, Cosolo 1971, p. 29.
5. 1 2 3 4  Brotzu, Caso, Cosolo 1972, p. 30.
6. 1 2 3 4  Alegi 2001, p. 34.
7. ↑  Govi 1985, p. 121.
8. 1 2  Alegi 2001, p. 35.
9. ↑  Govi 1985, p. 123.
10. ↑  Brotzu, Caso, Cosolo 1971, p. 63.